# تصوير شعاعي جاف للثدي
التَّصوير الشُّعاعِيُّ الجافُّ للثَّدْي هي طريقةٌ كهروضوئية لتسجيل صورةٍ بالأشعة السينية على صفيحةٍ معدنية مطلية (مُغلفة)، وذلك باستخدام أشعة فوتونية مُنخفضة الطاقة، ووقت تعريضٍ طويل، ومحاليل إظهار كيميائية جافة.
يُعد التصوير الشعاعي الجاف للثدي نوعًا من التصوير الشعاعي الجاف (بالإنجليزية: Xeroradiography)‏.
طُورت هذه التقنية في أواخر ستينيات القرن العشرين بواسطة جيري هيدستروم، حيث استُخدمت لتصوير الأنسجة الرخوة، ثم ركزت لاحقًا على استخدام التقنية للكشف عن سرطان الثدي.